# Pieter Willem Botha
Pieter Willem Botha (Paul Roux (Vrijstaat), 12 januari 1916 - Wildernis, 31 oktober 2006), ook bekend als P.W. en Die Groot Krokodil, was premier van Zuid-Afrika van 1978 tot 1984 en president van 1984 tot 1989. Botha was lange tijd aanhanger van de Nasionale Party van Zuid-Afrika en een beschermer van het systeem van apartheid. Hij zorgde echter wel voor versoepeling van enkele van de meest stringente apartheidswetten.

## Jeugd
Botha werd geboren in het district Paul Roux van de Vrijstaat, als zoon van Afrikaner ouders. Zijn vader, ook Pieter geheten, vocht mee in de Tweede Boerenoorlog (1899-1902). In 1934 begon P.W. Botha zijn studie rechten aan de Grey University College (nu Universiteit van de Vrijstaat) in Bloemfontein, maar hij stopte op 20-jarige leeftijd met zijn studie om een politieke carrière te volgen. Hij begon te werken voor de Nasionale Party in de naburige Kaapprovincie.

## Parlementaire carrière
Botha werd voor het eerst voor het parlement gekozen als lid van de Nasionale Party in 1948 en werd in 1966 door premier B.J. Vorster benoemd tot minister van Defensie. Toen Vorster in 1978 aftrad, werd Botha door het Zuid-Afrikaanse parlement benoemd tot zijn opvolger.
Hoewel Botha bekendstond als een conservatief, was hij wel veel pragmatischer dan zijn voorganger. Hij wees vaak op het belang van grondwettelijke hervormingen en hij hoopte ooit een federaal systeem in te voeren in Zuid-Afrika dat meer macht aan de zwarte bevolking zou geven, terwijl de suprematie van een centrale blanke regering gewaarborgd zou blijven.
Als voormalig minister van Defensie, streefde Botha naar een ambitieus defensiebeleid dat Zuid-Afrika een sterk leger zou moeten opleveren. Voorts zocht hij toenadering tot het westen, met name de Verenigde Staten maar dit lukte lang niet altijd. Hij betwijfelde of het in stand houden van het systeem van apartheid, hoewel zeer impopulair, belangrijk was in de strijd tegen het Zuid-Afrikaanse communisme dat zich aan het uitbreiden was naar Angola en Mozambique nadat deze landen onafhankelijk waren geworden van Portugal.
In de jaren tachtig begon hij in het geheim aan de ontwikkeling van kernwapens in samenwerking met Israël. Ook was hij op militair gebied verantwoordelijk voor de oprichting van de koevoet, een paramilitaire elite-eenheid binnen de politie. Onder de leiding van Botha mengde Zuid-Afrika zich in de Angolese Burgeroorlog. Hij steunde de rebellenbeweging UNITA. Dit duurde tot in het begin van de jaren negentig, toen Cuba de troepen uit dat gebied begon terug te trekken. Om de militaire kracht van Zuid-Afrika te waarborgen, voerde hij in 1981 een strenge dienstplicht in voor mannen. Vanaf dat moment kon men bovendien op ieder moment als reservist worden opgeroepen.

## President van Zuid-Afrika
In 1983 legde Botha een nieuwe Grondwet voor waarover toentertijd alleen de blanke bevolking mocht stemmen. Een federaal systeem was er nog niet in opgenomen, maar het voorzag in een nieuw parlementair stelsel. Er kwamen drie parlementen, een voor kleurlingen (Raad van Verteenwoordigers of House of Representatives), een voor Indiërs (Raad van Afgevaardigdes of House of Delegates) en een voor blanken (Volksraad of House of Assembly). In theorie hadden de drie parlementen gelijke wetgevende macht, maar in de praktijk bleek dat wederom de blanken het voor het zeggen hadden. De nieuwe Grondwet werd erg bekritiseerd door de zwarte bevolking omdat men vond dat hun geen formele rol van betekenis gegeven was. Ook schafte hij met de nieuwe grondwet definitief de officiële status van het Nederlands af. Dit deed hij door de clausule in de oude grondwet, waarin stond dat het Nederlands dezelfde status als het Afrikaans had, niet in de nieuwe grondwet op te nemen. In 1984 werd Botha gekozen tot eerste president van Zuid-Afrika onder de nieuwe Grondwet.
Tijdens zijn presidentschap probeerde Botha zo veel mogelijk macht naar zich toe te trekken. Hij voerde bijvoorbeeld wetten in die de vrijheid van het parlement om de regering te controleren, ernstig verminderden en zo verminderde hij dus de hoeveelheid kritiek op regeringsbesluiten.
Botha's autoritaire stijl van leiderschap maakte hem impopulair in sommige westerse landen en sommige zagen hem als een wrede, racistische dictator. In veel landen, waaronder het Verenigd Koninkrijk (waar de Anti-Apartheid Movement zetelde) en in de Verenigde Staten, werd veel gedebatteerd over het al dan niet instellen van economische sancties tegen Zuid-Afrika. Dit om de regering-Botha en het blanke minderheidsregime te verzwakken. Aan het eind van de jaren tachtig begonnen de buitenlandse investeringen in Zuid-Afrika terug te lopen en begon dit ook een negatief effect te hebben op de nationale economie.

## Apartheidsregime
In sommige opzichten was Botha minder strikt in het vormgeven van de apartheid dan veel van zijn voorgangers. Huwelijken tussen zwarten en blanken had hij toegestaan en het werd toegestaan dat er multiraciale politieke partijen werden opgericht. Botha versoepelde ook de Groepsgebiedenwet die vastlegde welke bevolkingsgroepen in welke gebieden mochten wonen en werken. In 1983 zorgden grondwetswijzigingen dat kleurlingen en Indiërs mondjesmaat politieke rechten kregen. Botha tornde echter niet aan de blanke suprematie en de ernstige beperkingen voor zwarten en Indiërs op allerlei gebieden zoals politiek, onderwijs en godsdienst. Botha voorzag een stijging in ontevredenheid en geweld in zijn land en daarom gaf hij de politie en het leger meer repressieve middelen. Hij kon nu makkelijker de noodtoestand uitroepen en activisten konden makkelijker gearresteerd worden. Hij weigerde hierover in debat te gaan met het Afrikaans Nationaal Congres.
Erg typisch in die tijd was ook de toespraak "Crossing the Rubicon" die hij hield in 1986. Men verwachtte dat Botha hervormingen zou aankondigen. Het tegenovergestelde gebeurde echter. Hij weigerde toe te geven aan eisen van de zwarte meerderheid zoals de vrijlating van Nelson Mandela. Hiermee vervreemdde hij zich nog meer van de internationale gemeenschap. Dit leidde tot meer sancties en een snelle devaluatie van de munteenheid van Zuid-Afrika, de Rand. Toen riep hij de noodtoestand uit.

## Botha's ondergang
Zijn compromisloze beleid zorgde voor een enorme polarisatie binnen zijn partij en er ontstond veel vijandschap binnen de Nasionale Party. In februari 1989 kreeg Botha een lichte beroerte en trad hij af onder druk uit het kabinet. De conservatieve Frederik Willem de Klerk werd in 1989 president. De val van de muur in Berlijn symboliseerde het eind van het communisme en De Klerk begon toen met het opheffen van het apartheidsregime, inclusief het verbod op het Afrikaans Nationaal Congres. Bovendien werd Nelson Mandela vrijgelaten. Dit alles leidde tot de eerste verkiezingen in Zuid-Afrika waar zwarten en blanken gelijk waren. Deze vonden plaats op 27 april 1994.

## Pensioen
Botha en zijn vrouw Elise trokken zich terug in hun huis in Wildernis, dicht bij de stad George aan de kust bij de Indische Oceaan in de provincie West-Kaap. Sindsdien meed hij de media en naar verluidt was hij nog steeds een groot tegenstander van veel van de hervormingen die F.W. de Klerk heeft doorgevoerd. In 1998 kreeg hij een boete en gevangenisstraf omdat hij weigerde te getuigen voor de waarheidscommissie (Truth and Reconciliation Commission) onder leiding van aartsbisschop Desmond Tutu.
Pieter Willem Botha overleed thuis op 31 oktober 2006 op 90-jarige leeftijd na een langdurige ziekte. Vanwege zijn slechte gezondheid werd hij nooit effectief veroordeeld voor zijn apartheidsregime. Hij werd veroordeeld tot vijf jaar gevangenisstraf met uitstel voor zijn daden tijdens het apartheidsregime. Hij werd echter later door een hogere rechtbank vrijgesproken vanwege een vormfout.
- Biblioteca Nacional de España: XX5400645
- Bibliothèque nationale de France: cb14432795z (data)
- CiNii: DA08647989
- Gemeinsame Normdatei: 118969234
- International Standard Name Identifier: 0000 0000 5538 513X
- Library of Congress Control Number: n81149981
- Nationale Bibliotheek van Tsjechië: js20061110001
- Nationale Bibliotheek van Israël: 987007440447805171
- Nederlandse Thesaurus van Auteursnamen: 270844953
- SNAC: w6c37j9k
- Virtual International Authority File: 45101847
- WorldCat: E39PBJh8VdGVGmpGk3xjTkPbBP

Staatspresidenten: Charles Robberts Swart · Theophilus Dönges · Jozua François Naudé (a.i.) · Jacobus Johannes Fouché · Johannes de Klerk (a.i.) · Nicolaas Johannes Diederichs · Marais Viljoen (a.i.) · Balthazar Johannes Vorster · Marais Viljoen · Pieter Willem Botha · Jan Christian Heunis (a.i.) · Frederik Willem de Klerk
Presidenten: Nelson Mandela · Thabo Mbeki · Kgalema Motlanthe · Jacob Zuma · Cyril Ramaphosa
Louis Botha · Jan Christian Smuts · James Barry Munnik Hertzog · Jan Christian Smuts · Daniël François Malan · Nicolaas Havenga (a.i.) · Johannes Strijdom · Charles Robberts Swart (a.i.) · Hendrik Verwoerd · Theophilus Dönges (a.i.) · Balthazar Johannes Vorster · Pieter Willem Botha